# Kuma Kuma Kuma Bear
Kuma Kuma Kuma Bear (яп. くまクマ熊ベアー Кума кума кума бэа:) — серия ранобэ, написанных Куманано и проиллюстрированных 029. Изначально выходила с 2014 года на сайте Shōsetsuka ni Narō. Позже права на нее были приобретены Shufu to Seikatsu Sha, которая издала 14 томов с мая 2015 под своим импринтом PASH! Books. История была адаптирована в виде манги Сергеем и в этом виде публиковалась на сайте Comic PASH! издательства Shufu to Seikatsu Sha с 2018 года. Главы были позже переизданы в виде 5 танкобонов. Премьера аниме-адаптации студии EMT Squared прошла с октября по декабрь 2020 года. Был анонсирован второй сезон.

## Сюжет
Юна проводит всё свободное время, играя в игру World Fantasy Online. Однажды при входе некий «бог» предлагает выбрать подарок и пройти опрос, после чего она перерождается в мире, схожем с этой игрой, и оказывается в подаренном костюме мишки, имеющем просто читерские показатели.
В этом мире она снова поднимает свой уровень с нуля и одновременно решает просто наслаждаться жизнью.

## Персонажи
- Юна (яп. ユナ) — 15-летняя девушка, с 12 лет отстранившаяся от общества, чтобы играть в свою любимую игру World Fantasy Online. Она оказалась перенесенной в мир этой игры в костюме медведя и решает наслаждаться этой новой жизнью, так как у нее нет причин стремиться назад. Костюм обладает читерскими статами, особенно когда надет весь сет, также она получает уникальные навыки с темой «мишек», такие как «Мишкин портал» или призыв двух фамильяров-мишек Кумаюру и Кумакю.

Сэйю: Маки Кавасэ
- Фина (яп. フィナ) — 10-летняя жительница города Кримония. С раннего возраста вынуждена заботиться о своей семье, поэтому крайне ответственная и совершенно не похожа на своих сверстников.

Сэйю: Адзуми Ваки
- Ноар Фошроуз (яп. ノアール・フォシュローゼ Ноа:ру Фосюро:дзэ) — 10-летняя дворянка из города Кримония. Она обожает медведей Юны больше всего на свете.

Сэйю: Рина Хидака

## Медиа

### Ранобэ
В октябре 2014 года автор истории Куманано начал публиковать её на сайте Shōsetsuka ni Narō. Позже права были приобретены Shufu to Seikatsu Sha, выпустившей первый том в печать в мае 2015 под своим импринтом PASH! Books.
| №    | Дата публикации  | ISBN                   |
| ---- | ---------------- | ---------------------- |
| 1    | 29 мая 2015      | ISBN 978-4-391-14691-2 |
| 2    | 27 ноября 2015   | ISBN 978-4-391-14755-1 |
| 3    | 25 марта 2016    | ISBN 978-4-391-14810-7 |
| 4    | 29 июля 2016     | ISBN 978-4-391-14811-4 |
| 5    | 25 ноября 2016   | ISBN 978-4-391-14812-1 |
| 6    | 31 марта 2017    | ISBN 978-4-391-14947-0 |
| 7    | 28 июля 2017     | ISBN 978-4-391-14948-7 |
| 8    | 22 декабря 2017  | ISBN 978-4-391-14949-4 |
| 9    | 30 марта 2018    | ISBN 978-4-391-15144-2 |
| 10   | 27 июля 2018     | ISBN 978-4-391-15145-9 |
| 11   | 30 ноября 2018   | ISBN 978-4-391-15146-6 |
| 11.5 | 25 января 2019   | ISBN 978-4-391-15278-4 |
| 12   | 26 апреля 2019   | ISBN 978-4-391-15291-3 |
| 13   | 30 августа 2019  | ISBN 978-4-391-15292-0 |
| 14   | 7 января 2020    | ISBN 978-4-391-15293-7 |
| 15   | 22 мая 2020      | ISBN 978-4-391-15438-2 |
| 16   | 25 сентября 2020 | ISBN 978-4-39-115437-5 |

### Манга
Манга-адаптация с иллюстрациями Сергея начали выходить на сайте Comic PASH! издательства Shufu to Seikatsu Sha с 28 марта 2018 года. На сентябрь 2020 года было выпущено 5 танкобонов.
| № | Дата публикации  | ISBN                   |
| - | ---------------- | ---------------------- |
| 1 | 27 июля 2018     | ISBN 978-4-391-15218-0 |
| 2 | 22 февраля 2019  | ISBN 978-4-391-15289-0 |
| 3 | 30 августа 2019  | ISBN 978-4-391-15290-6 |
| 4 | 27 марта 2020    | ISBN 978-4-391-15435-1 |
| 5 | 25 сентября 2020 | ISBN 978-4-391-15434-4 |

### Аниме
В январе 2020 года было объявлено об адаптации истории в виде аниме-сериала в 14 томе ранобэ. Производством занялась студия EMT Squared, режиссёром выступил Ю Нобута, сценаристом — Такаси Аосима, дизайнером персонажей — Юки Накано, а за музыку отвечает Сигэо Комори. Хисаси Исии выступает в роли режиссёра сериала. Премьера прошла 7 октября 2020 года на канале AT-X и других. Адзуми Ваки исполнила начальную тему «Itsuka no Kioku» (яп. イツカノキオク), тогда как завершающую «Ano ne.» (яп. あのね。, You Know What.) — Маки Кавасэ. Всего было выпущено 12 серий. 23 декабря 2020 года, когда транслировалась последняя серия, было сообщено о создании второго сезона.
Права на показ в США и Великобритании приобретены компанией Funimation.

## Критика
Предыстория и мир Kuma Kuma Kuma Bear не отличаются от других произведений жанра исэкай, в котором главная фишка — неожиданный подход к перекачанной силе героини. Юна носит костюм мишки, две перчатки в виде мишек, способные пускать огненные шары, и может призывать двух безумно очаровательных мишек-фамильяров. Этот костюм поначалу заставляет чувствовать её неловко в толпе более подходяще одетых для фэнтези искателей приключений. И то, что Юна на деле может снять его, потеряв читерские показатели, но решает этого не делать, говорит многое о характере героини.
Из других персонажей вокруг выделяются только дети. Юна заметно имеет слабость к детям, старающимся выжить, как они только могут, и берущими на себя большую часть ответственности в семье, как ищущий помощи для своей деревни Кай или Фина, зарабатывающая деньги для своей семьи, разделывая добытых искателями приключений животных.